# タム・ペイトン
トマス・ダグラス・"タム"・ペイトン（Thomas Dougal "Tam" Paton、1938年8月5日 - 2009年4月8日）は、ポップ・グループのマネージャーで、特にスコットランドのボーイ・バンドであるベイ・シティ・ローラーズのマネージャーとして知られた。

## 経歴
ペイトンは、ジャガイモ商人の息子としてスコットランドのプレストンパンズに生まれた。彼は、ベイ・シティ・ローラーズを1970年代半ばの成功した時期に導き、彼らに「隣の男の子たち (boys next door)」というイメージを作り上げた。彼は、バンドのメンバーたちが酒よりも牛乳を飲む方が好きだといった神話を作り上げ、クリーンで無邪気なイメージを生み出した。しかし、ボーカリストのレスリー・マッコーエンは後に、ペイトンはバンドのメンバーたちに薬物をやらせたと語り、「僕たちがちょっとばかり疲れていると、アンフェタミンを与えられた」としている。2005年時点の回顧で、マッコーエンは、「彼は僕たちを眠らせないように、スピードとかブラック・ボンバーを与えた。最後はもうお互いにいかにバカげた薬をやっているかを自慢し合っているような状態になってた」と述べている。
1970年代後半には、ペイトンはロゼッタ・ストーンのマネージャーを務め、そのギタリストだったポール・ラーウィル(Paul Lerwill)、後のグレゴリー・グレイと恋愛関係にあった。
1982年、ペイトンは、当時、合意に基づく行為が合法とされていた21歳に満たない、16歳と17歳の十代の少年ふたりに対する性犯罪で有罪を宣告され、3年の懲役刑となり、1年間実際に服役した。当時、ゲイの性行為に関する合意が成立する年齢は、ストレート（異性愛）の性行為の場合の16歳よりも高かった。この不均等は2001年まで残っていた。
後年のペイトンは、健康を害し、2度の心筋梗塞に加え、脳卒中にも襲われた。2003年1月には児童性的虐待により逮捕されたが、この疑いは後に晴れた。2004年4月、ペイトンは大麻を提供した罪で20万ポンドの罰金を課された。2003年には、1977年にあるホテルで、当時ベイ・シティ・ローラーズのギタリストだったパット・マッグリンを強姦しようとした、として告発された。警察当局は、証拠不十分として起訴しなかった。
2009年4月8日、ペイトンはエディンバラの自宅で、おそらくは心筋梗塞により70歳で死去した。死去の時点で、彼の体重は25ストーン（およそ159kg）に達していた。ペイトンは、ゲイであることを公言していた。